# Joeropsis wolffi
Joeropsis wolffi är en kräftdjursart som beskrevs av Mueller1991. Joeropsis wolffi ingår i släktet Joeropsis och familjen Joeropsididae. Inga underarter finns listade i Catalogue of Life.